# Culex andersoni
Culex andersoni är en tvåvingeart som beskrevs av Edwards 1914. Culex andersoni ingår i släktet Culex och familjen stickmyggor. Inga underarter finns listade i Catalogue of Life.